# David Stewart, 1. Earl of Strathearn and Caithness
David Stewart, 1. Earl of Strathearn, 1. Earl of Caithness (* vor 1360; † vor 5. März 1389), war ein schottischer Adeliger.

## Leben
David war der erste Sohn von König Robert II. aus dessen zweiter Ehe mit Euphemia de Ross. Bei der Entscheidung seines Vaters im Jahre 1373, die Kinder aus der umstrittenen ersten Ehe in der Thronfolge zu bestätigen und die Kinder aus zweiter Ehe von dieser auszuschließen, war er noch nicht volljährig.
Im Rahmen der Krönung seines Vaters am 26. März 1371 wurde er zum Earl Palatine of Stratherne erhoben und zudem mit der feudalen Baronie Urquhart belehnt. Die Belehnung mit Braal Castle erfolgte am 21. März 1374 (oder 1375), zwischen diesem Datum und dem 28. Dezember 1377 wurde er auch zum Earl of Caithness erhoben. Eine Urkunde, datiert auf Februar 1381 (oder 1382), garantierte ihm und einer Eskorte von fourty horses (40 Berittene) freies Geleit nach England.
Aus seiner Ehe, geschlossen mit einer Tochter von Sir Alexander Lindsay of Glenesk und damit Schwester von David Lindsay, 1. Earl of Crawford, stammte eine Tochter Euphemia, die seinen Titel übernahm.